# Arcidiocesi di Hyderabad

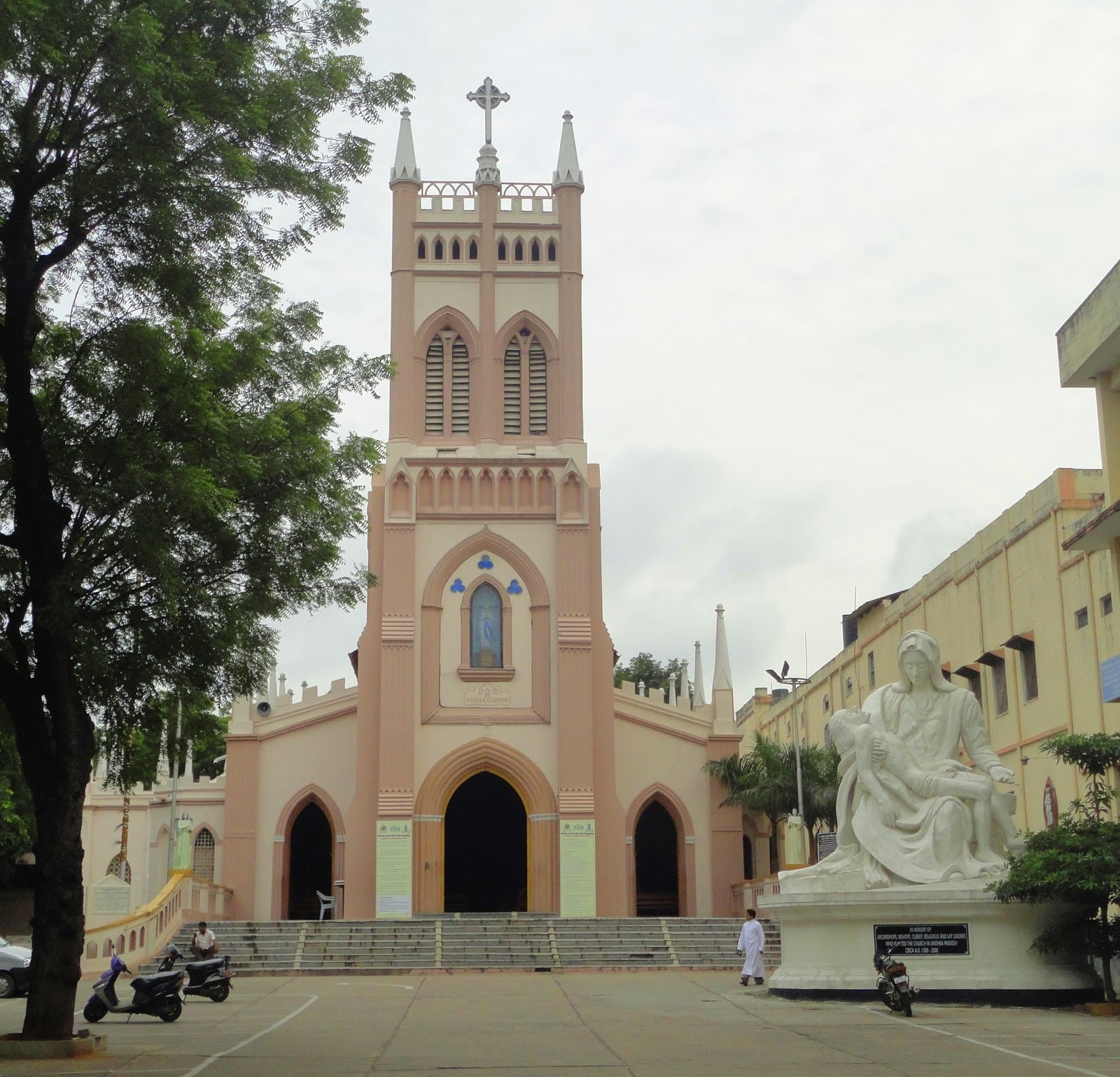
La basilica minore di Nostra Signora Assunta a Secunderabad.

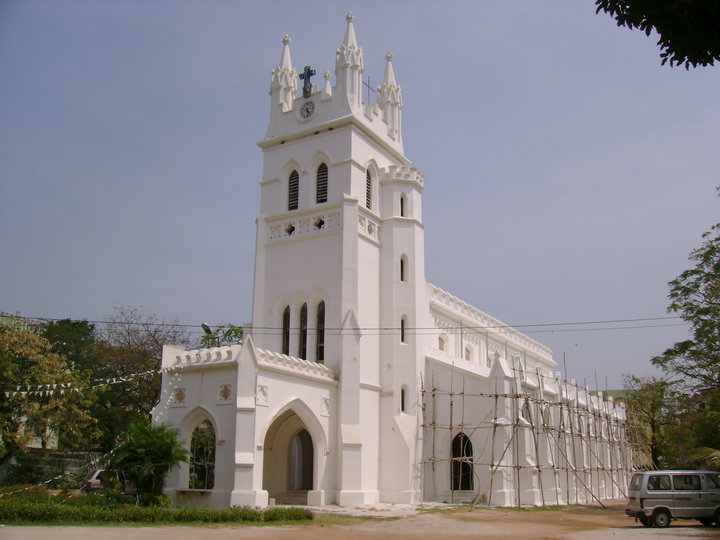
La chiesa di San Giorgio, la più antica chiesa di Hyderabad, edificata nel 1844.

L'arcidiocesi di Hyderabad (in latino Archidioecesis Hyderabadensis) è una sede metropolitana della Chiesa cattolica in India. Nel 2021 contava 118.180 battezzati su 14.389.270 abitanti. È retta dall'arcivescovo cardinale Anthony Poola.

## Territorio
L'arcidiocesi comprende il territorio dei distretti civili di Hyderabad, Rangareddy, Medak e Nizamabad prima della riforma amministrativa del 2016, nello stato di Telangana in India.
Sede arcivescovile è la città di Hyderabad, dove si trova la cattedrale di San Giuseppe. A Secunderabad sorge la basilica minore di Nostra Signora Assunta.
Il territorio si estende su 30.814 km² ed è suddiviso in 101 parrocchie, raggruppate in 12 decanati: Bowenpally, Emjala, Gagillapuram, Gajwel, Hyderabad, Nizamabad, Ramanthapur, Sangareddy, Secunderabad, Shamshabad, Trimulgherry e Vikarabad.

### Provincia ecclesiastica
La provincia ecclesiastica di Hyderabad, istituita nel 1953, comprende le seguenti suffraganee:
- la diocesi di Warangal,  eretta nel 1952;
- la diocesi di Kurnool, eretta nel 1967;
- la diocesi di Cuddapah, eretta nel 1976;
- la diocesi di Nalgonda, eretta nel 1976;
- la diocesi di Khammam, eretta nel 1988;
- l'eparchia di Adilabad, di rito caldeo, eretta nel 1999.

## Storia
Il vicariato apostolico di Hyderabad fu eretto il 20 maggio 1851 in forza del breve Ad universalis Ecclesiae di papa Pio IX, ricavandone il territorio dal vicariato apostolico di Madras (oggi arcidiocesi di Madras e Mylapore). Con questo breve, Pio IX confermò la decisione di erezione del nuovo vicariato apostolico che era già stata presa da papa Gregorio XVI il 16 marzo 1845.
Il 1º settembre 1886 il vicariato apostolico fu elevato a diocesi con la bolla Humanae salutis di papa Leone XIII. Il 7 giugno dell'anno successivo, con il breve Post initam, fu istituita la provincia ecclesiastica dell'arcidiocesi di Madras, di cui Hyderabad fu una delle suffraganee.
Successivamente cedette a più riprese porzioni del suo territorio a vantaggio dell'erezione di nuove circoscrizioni ecclesiastiche e precisamente:
- la missione sui iuris di Bellary (oggi diocesi) il 15 giugno 1928;
- la missione sui iuris di Bezwada (oggi diocesi di Vijayawada) il 10 gennaio 1933;
- la diocesi di Warangal il 22 dicembre 1952.

Il 19 settembre 1953 la diocesi fu elevata al rango di arcidiocesi metropolitana con la bolla Mutant res di papa Pio XII.
Successivamente ha ceduto altre porzioni di territorio a vantaggio dell'erezione di nuove circoscrizioni ecclesiastiche e precisamente:
- la diocesi di Nalgonda il 31 maggio 1976;
- la diocesi di Aurangabad il 17 dicembre 1977;
- la diocesi di Gulbarga il 24 giugno 2005.

## Cronotassi dei vescovi
Si omettono i periodi di sede vacante non superiori ai 2 anni o non storicamente accertati.
- Daniel Murphy † (20 maggio 1851 - 14 novembre 1865 nominato vescovo coadiutore di Hobart)
  - Sede vacante (1865-1870)
- Domenico Barbero, P.I.M.E. † (18 gennaio 1870 - 18 ottobre 1881 deceduto)
- Pietro Caprotti, P.I.M.E. † (28 febbraio 1882 - 2 giugno 1897 deceduto)
- Pietro Andrea Viganò, P.I.M.E. † (25 ottobre 1897 - 11 maggio 1909 dimesso[1])
- Dionigi Vismara, P.I.M.E. † (11 maggio 1909 - 19 febbraio 1948 dimesso[2])
  - Sede vacante (1948-1950)
- Alfonso Beretta, P.I.M.E. † (23 dicembre 1950 - 8 gennaio 1953 nominato vescovo di Warangal)
- Joseph Mark Gopu † (8 gennaio 1953 - 28 febbraio 1971 deceduto)
- Saminini Arulappa † (6 dicembre 1971 - 29 gennaio 2000 ritirato)
- Marampudi Joji † (29 gennaio 2000 - 27 agosto 2010 deceduto)
- Thumma Bala † (12 marzo 2011 - 19 novembre 2020 ritirato)
- Anthony Poola, dal 19 novembre 2020

## Statistiche
L'arcidiocesi nel 2021 su una popolazione di 14.389.270 persone contava 118.180 battezzati, corrispondenti allo 0,8% del totale.
| anno | popolazione | popolazione | popolazione | presbiteri | presbiteri | presbiteri | presbiteri                | diaconi | religiosi | religiosi | parrocchie |
| anno | battezzati  | totale      | %           | numero     | secolari   | regolari   | battezzati per presbitero | diaconi | uomini    | donne     | parrocchie |
| ---- | ----------- | ----------- | ----------- | ---------- | ---------- | ---------- | ------------------------- | ------- | --------- | --------- | ---------- |
| 1950 | 44.294      | 8.000.000   | 0,6         | 49         | 19         | 30         | 903                       |         | 9         | 286       | 30         |
| 1970 | 35.336      | 9.853.852   | 0,4         | 45         | 32         | 13         | 785                       |         | 40        | 372       | 19         |
| 1980 | 38.787      | 11.160.000  | 0,3         | 87         | 35         | 52         | 445                       |         | 93        | 490       | 36         |
| 1990 | 66.469      | 12.500.000  | 0,5         | 141        | 73         | 68         | 471                       |         | 123       | 671       | 42         |
| 1999 | 84.040      | 11.000.000  | 0,8         | 204        | 95         | 109        | 411                       |         | 161       | 612       | 69         |
| 2000 | 89.700      | 12.370.000  | 0,7         | 207        | 99         | 108        | 433                       |         | 170       | 900       | 72         |
| 2001 | 87.541      | 12.370.000  | 0,7         | 198        | 82         | 116        | 442                       |         | 167       | 792       | 72         |
| 2002 | 86.009      | 12.370.000  | 0,7         | 300        | 88         | 212        | 286                       |         | 261       | 912       | 72         |
| 2003 | 87.592      | 12.172.000  | 0,7         | 221        | 86         | 135        | 396                       |         | 191       | 821       | 77         |
| 2004 | 90.354      | 13.012.000  | 0,7         | 224        | 93         | 131        | 403                       |         | 183       | 807       | 77         |
| 2006 | 89.900      | 12.099.000  | 0,7         | 233        | 90         | 143        | 385                       |         | 186       | 769       | 72         |
| 2013 | 114.800     | 13.195.000  | 0,9         | 297        | 126        | 171        | 386                       |         | 258       | 1.034     | 94         |
| 2016 | 110.777     | 13.716.000  | 0,8         | 308        | 128        | 180        | 359                       |         | 264       | 1.008     | 95         |
| 2019 | 117.540     | 14.092.810  | 0,8         | 265        | 128        | 137        | 443                       |         | 191       | 990       | 100        |
| 2021 | 118.180     | 14.389.270  | 0,8         | 221        | 118        | 103        | 534                       |         | 136       | 1.373     | 101        |